# Ithomia heraldica
Ithomia heraldica är en fjärilsart som beskrevs av Bates 1866. Ithomia heraldica ingår i släktet Ithomia och familjen praktfjärilar. Inga underarter finns listade i Catalogue of Life.